# Ruta departamental LO-106
La Ruta Departamental LO-106 es una carretera regional peruana que sirve en la provincia de Ucayali, en el departamento de Loreto. Este eje departamental esta proyectado en conectar también los departamentos de San Martín y Ucayali mediante el sur loretano.
En los primeros trazos de la ruta se planeaba que pasará también por la provincia de Requena, mediante los distritos de Alto Tapiche, Emilio San Martín y Maquía, hasta su recta final en la frontera con Brasil. Luego se cambió la recta final hacia la ciudad de Pucallpa, en el departamento de Ucayali, de esa manera se conectaba a la capital provincial loretana Contamana.
El recorrido total nace de una extensión de la ruta departamental SM-106 en el departamento de San Martín, para adentrarse en los distritos loretanos de Pampa Hermosa, Contamana, Alfredo Vargas Guerra y Sarayacu; conectando en su camino a las localidades de Orellana, Contamana y Tiruntán para adentrarse al departamento de Ucayali.